# Hermann Betschart
Hermann Betschart (ur. 14 października 1910, zm. 30 czerwca 1950 w Zurychu) – szwajcarski wioślarz, dwukrotny medalista olimpijski.
Wystartował na igrzyskach olimpijskich w Berlinie w 1936 roku, gdzie zdobył dwa medale. Najpierw Szwajcarzy w składzie: Hermann Betschart, Hans Homberger, Alex Homberger, Karl Schmid i Rolf Spring (sternik) zdobyli srebrny medal w czwórkach ze sternikiem. W wyścigu finałowym o 8,1 sekundy przegrali z reprezentantami III Rzeszy, a o 9 sekund wyprzedzili Francuzów. Następnie razem z Hansem Hombergerem, Alexem Hombergerem i Karlem Schmidem zajęli trzecie miejsce w czwórkach bez sternika. W finale uplasowali się 8,8 sekundy za osadą III Rzeszy i 4,1 sekundy za osadą Wielkiej Brytanii. Na tej samej imprezie wystartował również w ósemkach, gdzie w wyścigu finałowym Szwajcaria zajęła ostatnie, szóste miejsce.
Ponadto w czwórkach bez sternika zdobył też złote medale na mistrzostwach Europy w Berlinie (1935) i mistrzostwach Europy w Mediolanie (1938), srebrne na mistrzostwach Europy w Lucernie (1934) i mistrzostwach Europy w Amsterdamie (1937) oraz brązowy na mistrzostwach Europy w Lucernie (1947). 